# Peregryn Laziosi
Peregryn (Peregrine) Laziosi (ur. 1260 we Forlì w Romanii, zm. 1 maja 1345 tamże) – włoski serwita (OSM), święty Kościoła katolickiego.

## Życiorys
Peregryn Laziosi urodził się we Forlì (dzis. region Emilia-Romania we Włoszech) w zamożnej rodzinie. Podobnie jak wielu późniejszych żarliwych wyznawców i świętych, początkowo żył życiem dalekim od Boga, oddając się doczesnym przyjemnościom i rozrywkom. Zaangażował się również w działalność polityczną, występując zdecydowanie przeciwko papiestwu za sprawą ojca, który był przywódcą miejscowych Gibelinów, zwolenników cesarza. Gdy podczas kolejnych rozruchów papież wysłał do Forlì swego negocjatora, ojca Filipa Beniziego (Benicjusza) (późniejszego świętego) z zadaniem pogodzenia zwaśnionych stron, doszło do zamieszek. Podczas wystąpienia, w którym nawoływał do zgody, Benizi został zakrzyczany, znieważony i wyrzucony z miasta. W zajściu szczególnie aktywnie uczestniczył Peregryn Laziosi, który uderzył Beniziego w twarz. Ten jednak spokojnie nadstawił mu drugi policzek i pomodlił się w jego intencji.
Wydarzenie to wywarło ogromny wpływ na Peregryna. Pokora, dobro, cierpliwość sponiewieranego przez tłum i znieważonego przez niego samego Beniziego wstrząsnęły młodzieńcem i spowodowały jego przemianę. Poczuł żal i wyrzuty sumienia. Objawiła mu się Matka Boża, która poleciła, aby udał się do Sieny i tam wstąpił do zakonu Serwitów. Jednym z twórców zakonu i jego wybitnym przedstawicielem był właśnie Filip Benicjusz (Benizi).
Po zakończeniu nauki i otrzymaniu święceń, ojciec Peregryn Laziosi został skierowany do swego rodzinnego miasta. Tam z wielką gorliwością rozpoczął pracę duszpasterską. Poświęcił się jej całkowicie, w ciszy i samotności. Podobno nie siadał przez 30 lat. Miało to być pokutą za wcześniejsze życie. Jednocześnie dał się poznać jako żarliwy kaznodzieja, wspaniały mówca i wyrozumiały spowiednik. Był też fundatorem klasztoru Serwitów we Forlì.
Miał 60 lat, gdy na jego nodze pojawiła się dziwna, nie gojąca się rana. Próby leczenia nie dawały efektów. Lekarze byli bezradni. Rak powiększał się atakując coraz mocniej, uszkadzając kości. Pozostało tylko jedno wyjście, amputacja. Wieczorem, w przeddzień amputacji, ojciec Peregryn w klasztornej kaplicy w żarliwej modlitwie przed wizerunkiem Ukrzyżowanego prosił o uzdrowienie. I nie zawiódł się. W nocy, we śnie, objawił mu się Pan Jezus, który zszedł z Krzyża i dotknięciem wyleczył mu nogę. Gdy rano do chorego przyszedł lekarz by go przygotować do operacji stwierdził, że noga jest całkowicie zdrowa i sprawna. Po ranie nie pozostał nawet ślad.
Wydarzenie to szybko rozeszło się echem po Forlì i okolicach. Tłumy zaczęły przybywać do klasztoru prosząc ojca Peregryna o modlitwę i orędownictwo. On pozostał jednak nadal cichym i skromnym zakonnikiem, kochającym biednych, zawsze gotowym do pomocy. Jego pokora i cierpliwość sprawiły, że zaczęto nazywać go drugim Hiobem.
Zmarł 1 maja 1345 we Forlì.

## Kult
Niemal natychmiast zaczął się też rozwijać jego kult.
27 grudnia 1726 Benedykt XIII kanonizował ojca Peregryna Laziosi.
Jego wspomnienie liturgiczne obchodzone jest w dies natalis (1 maja).
Czczony jest jako patron chorych na raka.